# Kildekrog Station
Kildekrog Station er en jernbanestation i den vestlige del af kyst- og sommerhusbyen Hornbæk i Nordsjælland.
Stationen ligger på Hornbækbanen mellem Helsingør og Gilleleje og betjenes af tog fra Lokaltog.